# Bruce Langhorne
Bruce Langhorne (11. května 1938 – 14. dubna 2017) byl americký kytarista a hudební skladatel.

## Život a kariéra
Narodil se na Floridě, ale od dětství žil se svou matkou v New Yorku (Spanish Harlem). Nejprve hrál na housle, avšak později kvůli zranění přestal. Ve svých sedmnácti letech začal hrát na kytaru. Na začátku své kariéry doprovázel v klubech v Greenwich Village zpěváka Brother Johna Sellerse. Později spolupracoval s mnoha dalšími hudebníky, mezi něž patří například Joan Baez, Richie Havens a Gordon Lightfoot. V roce 1963 hrál na albu The Freewheelin' Bob Dylan písničkáře Boba Dylana. Později hrál i na jeho albech Bringing It All Back Home (1965) a Pat Garrett & Billy the Kid (1973). Hlavní postava v textu Dylanovy písně „Mr. Tambourine Man“ byla inspirována právě Langhornem. Je také autorem hudby k několika filmům, mezi něž patří například Muž na výpomoc (1971) a Zůstaň hladový (1976). V roce 2015 utrpěl cévní mozkovou příhodu a následně se přesunul do hospice. V únoru 2017 vyšlo k jeho poctě tributní album s názvem The Hired Hands: A Tribute to Bruce Langhorne – přispěli na něj například Lee Ranaldo a Eugene Chadborne. V dubnu 2017 ve věku 78 let zemřel.